# Strzystarski Żleb

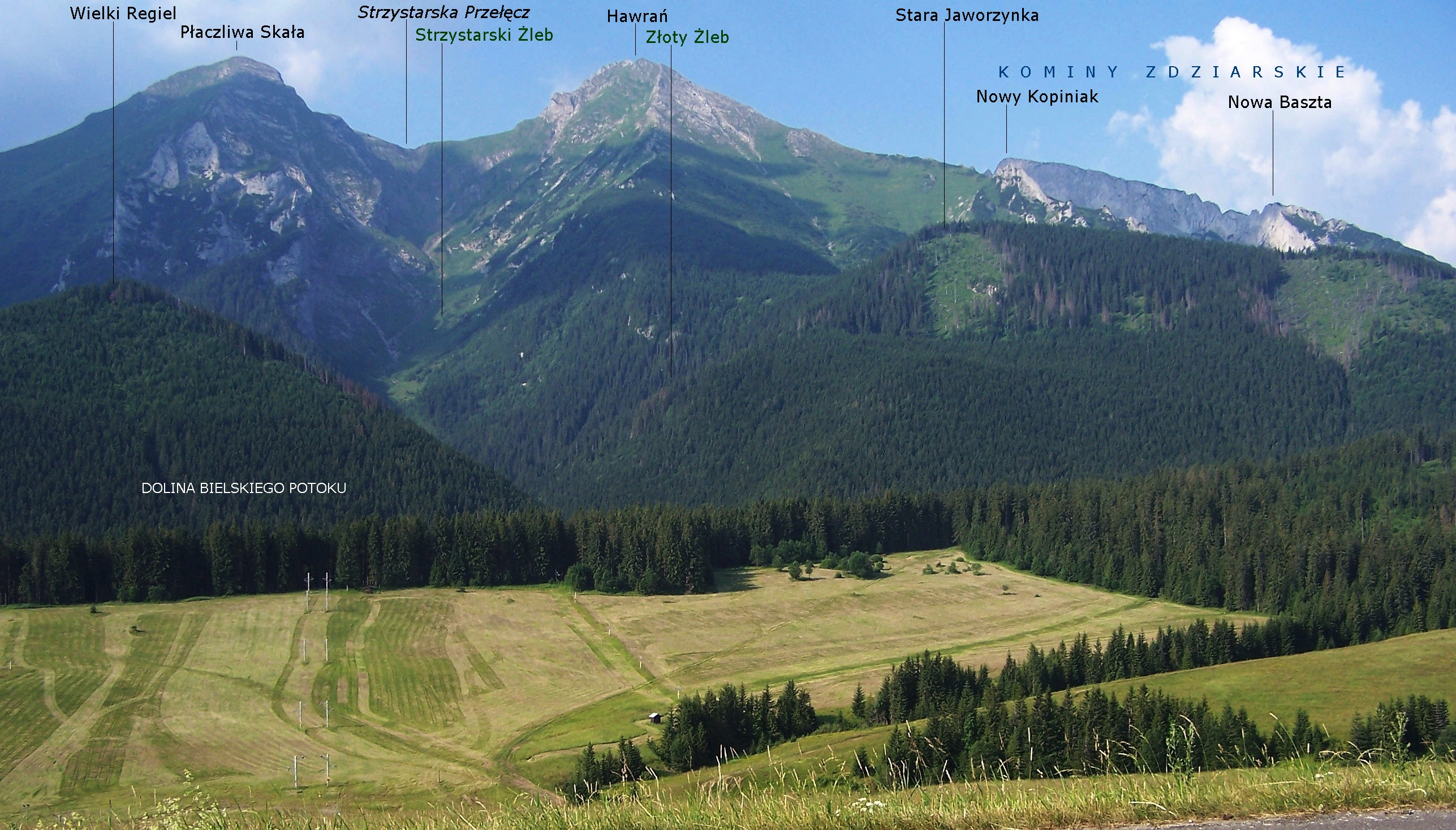
Widok od północnej strony

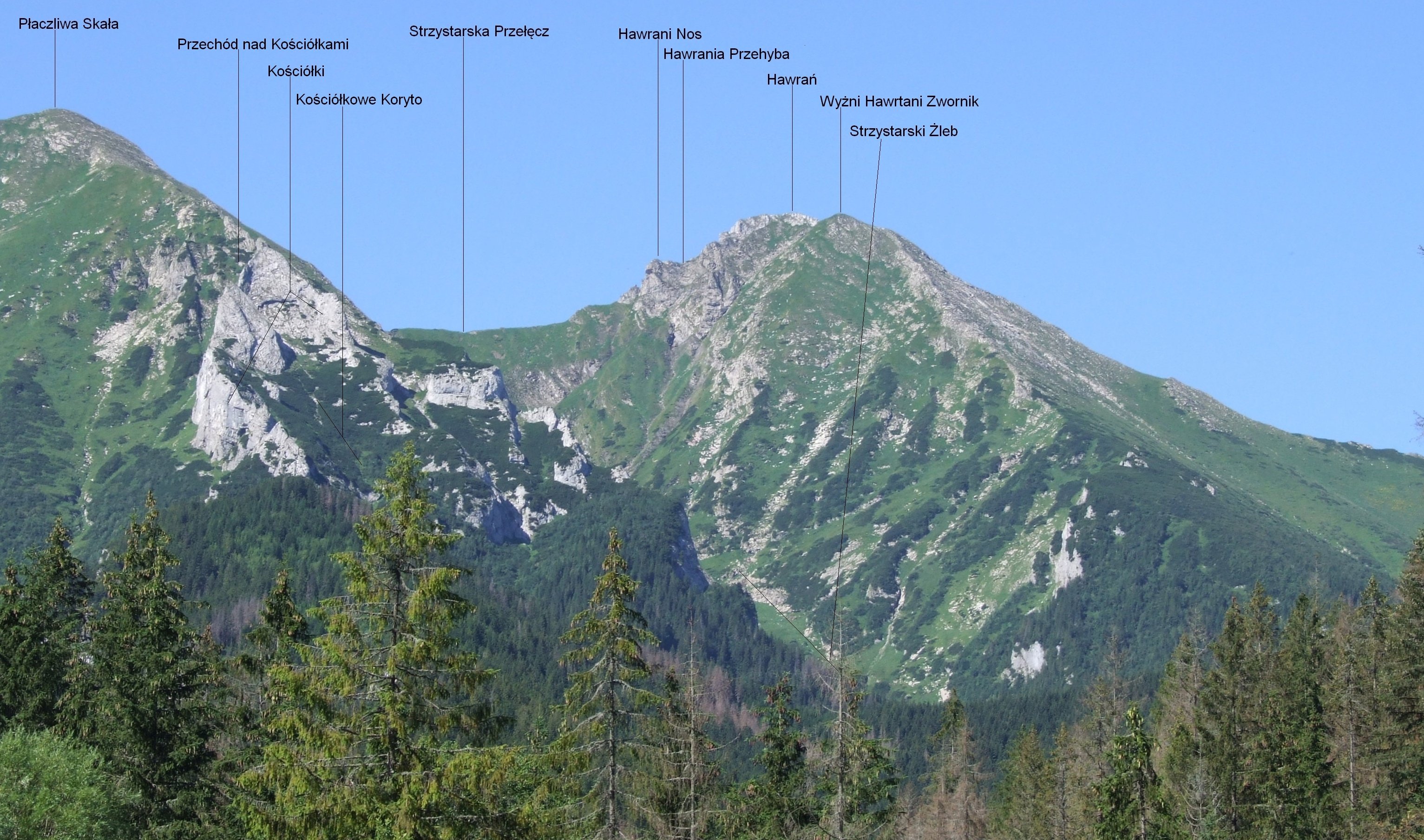
Hawrań z Doliny Mąkowej

Strzystarski Żleb (słow. Tristarský žľab, Tristárska dolina, niem. Tschistarski-Schlucht, węg. Háromforrás völgye) – górna część Doliny Bielskiego Potoku w słowackich Tatrach Bielskich, stanowiąca jej główny ciąg. Od południa sięga po główną grań Tatr na odcinku od Płaczliwej Skały (2142 m) po Hawrań (2152 m), Wschodnie ograniczenie żlebu tworzy grań Kościółków, od zachodu północna grań Hawrania. Granicę między Żlebem Strzystarskim a Doliną Bielskiego Potoku trudno ustalić, Władysław Cywiński przyjął, że jest nią izohipsa 1080 m.
Strzystarski Żleb nie posiada większych odgałęzień. Z obydwu wierzchołków Hawrania opadają do niego strome, ale płytko wcięte żleby, spod wierzchołka Płaczliwej Skały dwie skalisto-trawiaste depresje, a z Przechodu nad Kościółkami żleb Kościółkowe Koryto. Oprócz ścieżki trawersującej dolną część żlebu brak w nim jakichkolwiek śladów ludzkiej obecności. Znajduje się w zamkniętym dla turystów i taterników obszarze ochrony ścisłej Tatrzańskiego Parku Narodowego.
Zimą Strzystarskim Żlebem schodzą duże lawiny, spiętrzając się w dolnej części w potężne lawiniska. Zimą 1962 r. lawina taka porwała stado kozic, zginęło ich wówczas 14 sztuk. Żlebem jest tylko w swojej górnej części, w dolnej części przechodzi w dolinę, dnem której spływa Strzystarski Potok. Na wysokości ok. 1080 m Strzystarski Żleb łączy się z mniejszymi odnogami Doliny Bielskiego Potoku: Żlebiną i Złotym Żlebem.
Pochodzenie nazwy żlebu nie jest znane, podobnie jak innych pobliskich obiektów: Strzystarskiego Potoku i Strzystarskiej Przełęczy. Również Płaczliwa Skała dawniej była nazywana Striszarska, Strzyszarka, Trzystar, Trystarska, Trystarski Wierch itp., a także Stara lub Sztára. Być może nazwa pochodzi od skróconego sformułowania „z trzech starych jedna” – na północ od grani znajduje się Stara Polana. Źródłem nazwy może być też słowackie słowo strištar, oznaczające pasterza koni.
Ok. 1880 r. w żlebie tym prowadził badania polski botanik Bolesław Kotula (był tutaj razem z przewodnikiem Szymonem Tatarem młodszym). W orograficznie lewym zboczu Strzystarskiego Żlebu (w stokach Hawrania) znajduje się otwór Jaskini Strzystarskiej – najgłębszej jaskini Tatr Bielskich.